# زهرة الحبلى جزيرة شيكوكو
زهرة الحبلى جزيرة شيكوكو (الاسم العلمي:Enkianthus sikokianus) هي نوع من النباتات تتبع جنس زهرة الحبلى من الفصيلة الخلنجية.